# Campionati asiatici di badminton 1962
I Campionati asiatici di badminton 1962 si sono svolti a Kuala Lumpur, in Malaysia. È stata la 1ª edizione del torneo, organizzato dalla Badminton Asia.

## Podi
| Evento                  | Oro                               | Argento                                   | Bronzo                                    |
| Singolare maschile      | Teh Kew San                       | Billy Ng                                  | Johnny Tjoa                               |
| Singolare maschile      | Teh Kew San                       | Billy Ng                                  | Yew Cheng Hoe                             |
| Singolare femminile     | Minarni                           | Sumol Chanklum                            | Ogn Hwat Nio                              |
| Singolare femminile     | Minarni                           | Sumol Chanklum                            | Goei Giok Nio                             |
| Doppio maschile         | Ng Boon Bee & Tan Yee Khan        | Teh Kew San & Lim Say Hup                 | Sangob Rattanusorn & Sanguan Anandhanonda |
| Doppio maschile         | Ng Boon Bee & Tan Yee Khan        | Teh Kew San & Lim Say Hup                 | Liem Tjeng Kiang & Tjap Han Tiong         |
| Doppio femminile        | Happy Herowati & Corry Kawilarang | Sumol Chanklum & Pankae Phongarn          | Jean Moey & Ng Mei Ling                   |
| Doppio femminile        | Happy Herowati & Corry Kawilarang | Sumol Chanklum & Pankae Phongarn          | Minarni & Wiwiek Dwi Kaeksi               |
| Doppio misto            | Lim Say Hup & Ng Mei Ling         | Chuchart Vatanatham & Prathin Pattabongse | Kho Han Tjiang & Corry Kawilarang         |
| Doppio misto            | Lim Say Hup & Ng Mei Ling         | Chuchart Vatanatham & Prathin Pattabongse | Chavalert Chumkum & Pankae Phongarn       |
| Gara a squadre maschile | Malaysia                          | Indonesia                                 | Thailandia                                |
| Gara a squadre maschile | Malaysia                          | Indonesia                                 | Pakistan                                  |